# Гарибов, Шакир Дадаш оглы
Шакир Дадаш оглы Гарибов (15 января 1956) — советский футболист, защитник, полузащитник; азербайджанский тренер.
Воспитанник футбольной школы ДЮСШ г. Сабирабада. Играл в команде второй лиги «Прогресс» / «Динамо» / «Кяпаз» Кировабад (1974—1975, 1985—1986, 1988) — 98 матчей, 7 голов. В 1975 году перешёл в «Нефтчи» Баку из первой лиги, дебютировал в высшей лиге в 1978 году, за девять сезонов (1978—1984, 1987—1988) провёл в чемпионате 203 игры, забил 6 голов. В 1982 году играл в первой лиге за ФК «СКА Киев», забил 9 голов.
В 1989—1990 годах играл в команде КФК и второй низшей лиги «Иншаатчи» Сабирабад.
Работал помощником главных тренеров в различных командах у Вагифа Садыхова, Аскера Абдуллаева, Шахина Диниева. Помощник главного тренера сборной Азербайджана (2007).
Старший тренер олимпийской сборной Азербайджана (2007).
До марта 2010 — тренер «Нефтчи».
До марта 2014 — тренер АЗАЛ.
Член Тренерского комитета АФФА.